# Вагиз Хидиятулин
Вагиз Хидиятулин е руски футболист от татарски произход, защитник. Заслужил майстор на спорта на СССР. Известен е като един от най-агресивните съветски защитници през 1980-те години.

## Кариера
Започва кариерата си в Спартак Москва, където е наложен от Константин Бесков. Също така е титуляр в юношеските формации на СССР, като с тях е световен и европейски шампион. През 1979 става шампион на СССР със Спартак. На следващата година е част от олимпийския тим на СССР, който става трети на домашната олимпиада в Москва.
В началото на 1981 постъпва на военна служба и играе за ЦСКА Москва. На подготвителните лагери за Мондиал 1982, след единоборство с Фьодор Черенков, Хидиятулин получава травма на коляното и не играе повече от година. През това време успява да стане лейтенант в армията и става командир на танков взвод. През 1984 отива в СКА Лвов, но там за 2 сезон изиграва само 9 мача. Вагиз продължава да е преследван от травми и е освободен от армията.
През 1986 се завръща в Спартак. През 1987 става шампион на СССР и си връща мястото в националния отбор, където е един от малкото титуляри, които не са футболисти на Динамо Киев. Хидиятулин е основен играч на „червената армия“ на европейското първенство през 1988, където СССР достига до финалът, но губи с 2-0 от Нидерландия.
След края на турнира преминава в Тулуза. Там играе 2 сезона, като е титуляр, но договорът му не е подновен след края на Мондиал 1990. Защитникът играе в долните дивизии на Франция.
През 1994 Константин Бесков го привлича в Динамо Москва. Там изиграва 15 мача и слага край на кариерата си поради травми.